# Miami Open 1995
Il Miami Open 1995 (conosciuto anche come Lipton Championships 1995 per motivi di sponsorizzazione) è stato un torneo di tennis giocato sul cemento.
È stata l'11ª edizione del Miami Open, che faceva parte della categoria ATP Super 9 nell'ambito dell'ATP Tour 1995 e della Tier I nell'ambito del WTA Tour 1995.
Sia il torneo maschile che quello femminile si sono giocati al Tennis Center at Crandon Park di Key Biscayne in Florida, dal 17 al 26 marzo 1995.

## Campioni

### Singolare maschile
Andre Agassi ha battuto in finale  Pete Sampras con il punteggio di 3–6, 6–2, 7–6

### Singolare femminile
Steffi Graf ha battuto in finale  Kimiko Date con il punteggio di 6–1, 6–4

### Doppio maschile
Todd Woodbridge /  Mark Woodforde hanno battuto in finale  Jim Grabb /  Patrick McEnroe con il punteggio di 6–4, 3–6, 7–6

### Doppio femminile
Jana Novotná /  Arantxa Sánchez Vicario hanno battuto in finale  Gigi Fernández /  Nataša Zvereva